# Cantalojas
Cantalojas – gmina w Hiszpanii, w prowincji Guadalajara, w Kastylii-La Mancha, o powierzchni 159,2 km². W 2011 roku gmina liczyła 159 mieszkańców.